# Garnethill
Garnethill er et kvarter i den nordlige del af centrum i Glasgow.
I Garnethill ligger bl.a. Glasgow School of Art og Skotlands første synagoge (grundlagt i 1879).
Garnethill er også navnet på en roman fra 1998 af Denise Mina (dansk oversættelse ved Klavs Brøndum udgivet i 2002).
55°52′02″N 4°16′03″V / 55.8671°N 4.2676°V